# باشگاه فوتبال پاری سن-ژرمن در فصل ۲۵–۲۰۲۴
فصل ۲۵–۲۰۲۴ پنجاه و پنجمین فصل در تاریخ باشگاه پاری سن-ژرمن و پنجاه و یکمین فصل متوالی از حضور این باشگاه در لیگ برتر فرانسه است. این باشگاه برای اولین بار در تمامی رقابت‌های لیگ ۱، جام حذفی فرانسه، سوپرجام فرانسه، لیگ قهرمانان اروپا و جام باشگاه‌های جهان شرکت کرد.
از فصل ۱۷–۲۰۱۶، این اولین فصل باشگاه بدون گلزن رکورددارش، کیلیان امباپه، است که تیم پاریسی را به مقصد رئال مادرید، قهرمان اروپا، ترک کرد و اولین فصل از فصل ۱۵–۲۰۱۴ بدون لوین کورزاوا، که او نیز پس از انقضای قراردادش از این تیم جدا شد، است.
پاری سن ژرمن، بهترین فصل خود را در تاریخش رقم زد و قبل از شکست اینتر میلان با نتیجه بی‌سابقه ۵–۰ در فینال لیگ قهرمانان اروپا، قهرمانی لیگ ۱ و جام حذفی فرانسه را قطعی کرد و پس از مارسی در سال ۱۹۹۳، دومین تیم فرانسوی شد که لیگ قهرمانان اروپا را تصاحب کرد و همچنین اولین تیم فرانسوی شد که سه‌گانه اروپائی را به دست آورد.

## بازیکنان

### ترکیب فعلی
تا تاریخ ۳ فوریه ۲۰۲۵.
| شماره |           | پست       | بازیکن                      |
| ----- | --------- | --------- | --------------------------- |
| ۱     | ایتالیا   | دروازه‌بان | دوناروما (کاپیتان دوم)      |
| ۲     | مراکش     | مدافع     | اشرف حکیمی (کاپیتان دوم)    |
| ۳     | فرانسه    | مدافع     | پرسنل کیمپمبه (کاپیتان دوم) |
| ۵     | برزیل     | مدافع     | مارکینیوس (کاپیتان)         |
| ۷     | گرجستان   | مهاجم     | خویچا کواراتسخلیا           |
| ۸     | اسپانیا   | هافبک     | فابیان رویز                 |
| ۹     | پرتغال    | مهاجم     | گونسالو راموس               |
| ۱۰    | فرانسه    | مهاجم     | عثمان دمبله                 |
| ۱۴    | فرانسه    | مهاجم     | دزیره دوئه                  |
| ۱۷    | پرتغال    | هافبک     | ویتینیا                     |
| ۱۹    | کره جنوبی | هافبک     | لی کانگ این                 |
| ۲۱    | فرانسه    | مدافع     | لوکاس هرناندز               |

| شماره |         | پست       | بازیکن          |
| ----- | ------- | --------- | --------------- |
| ۲۴    | فرانسه  | هافبک     | سنی مایولو      |
| ۲۵    | پرتغال  | مدافع     | نونو مندز       |
| ۲۹    | فرانسه  | مهاجم     | بردلی بارکولا   |
| ۳۳    | فرانسه  | هافبک     | وارن زائیر-امری |
| ۳۵    | برزیل   | مدافع     | لوکاس برالدو    |
| ۳۹    | روسیه   | دروازه‌بان | ماتوی سفانوف    |
| ۴۲    | فرانسه  | مدافع     | یورام زاگه      |
| ۴۵    | مراکش   | مدافع     | نوفل الحناش     |
| ۴۹    | فرانسه  | مهاجم     | ابراهیم امبایه  |
| ۵۱    | اکوادور | مدافع     | ویلیام پاچو     |
| ۸۰    | اسپانیا | دروازه‌بان | آرناو تناس      |
| ۸۷    | پرتغال  | هافبک     | ژوائو نوس       |

### بازیکنان خروجی قرضی
| شماره |         | پست       | بازیکن                                         |
| ----- | ------- | --------- | ---------------------------------------------- |
|       | فرانسه  | دروازه‌بان | لوکاس لاوالی (در اوبانی تا ۳۰ ژوئن ۲۰۲۵)       |
|       | فرانسه  | مدافع     | نوردی موکیله (در بایر لورکوزن تا ۳۰ ژوئن ۲۰۲۵) |
|       | اسلواکی | مدافع     | میلان اشکرینیار (در فنرباغچه تا ۳۰ ژوئن ۲۰۲۵)  |
|       | برزیل   | هافبک     | گابریل موسکاردو (در رنس تا ۳۰ ژوئن ۲۰۲۵)       |
|       | پرتغال  | هافبک     | رناتو سانچز (در بنفیکا تا ۳۰ ژوئن ۲۰۲۵)        |

| شماره |         | پست   | بازیکن                                          |
| ----- | ------- | ----- | ----------------------------------------------- |
|       | اسپانیا | هافبک | کارلوس سولر (در وستهام یونایتد تا ۳۰ ژوئن ۲۰۲۵) |
|       | اسپانیا | مهاجم | مارکو آسنسیو (در استون ویلا تا ۳۰ ژوئن ۲۰۲۵)    |
|       | مراکش   | مهاجم | الیاس حسنی (در لو آور تا ۳۰ ژوئن ۲۰۲۵)          |
|       | فرانسه  | مهاجم | رندال کولو موانی (در یوونتوس تا ۳۰ ژوئن ۲۰۲۵)   |

## نقل و انتقالات

### بازیکنان ورودی
| ش. | پ. | بازیکن            | انتقال از          | مبلغ              | تاریخ          | منبع        |
| -- | -- | ----------------- | ------------------ | ----------------- | -------------- | ----------- |
| ۳۹ | GK | ماتوی سفانوف      | کراسنودار          | €۲۰ میلیون یورو   | ۱۴ ژوئن ۲۰۲۴   | [ ۴ ]       |
| ۸۷ | MF | ژوائو نوس         | بنفیکا             | €۵۹٫۹ میلیون یورو | ۵ اوت ۲۰۲۴     | [ ۵ ] [ ۶ ] |
| ۵۱ | DF | ویلیام پاچو       | آینتراخت فرانکفورت | €۴۰ میلیون یورو   | ۹ اوت ۲۰۲۴     | [ ۷ ]       |
| ۱۴ | MF | دزیره دوئه        | رن                 | €۵۰ میلیون یورو   | ۱۷ اوت ۲۰۲۴    | [ ۸ ] [ ۹ ] |
| ۷  | FW | خویچا کواراتسخلیا | ناپولی             | €۷۰ میلیون یورو   | ۱۷ ژانویه ۲۰۲۵ | [ ۱۰ ]      |

کل هزینه‌ها:  €۲۳۹٫۹ میلیون یورو (به استثنای هزینه‌های احتمالی، پاداش‌ها و ارقام فاش نشده)

### بازیکنان خروجی
| پ. | بازیکن           | انتقال به          | مبلغ              | تاریخ          | منبع          |
| -- | ---------------- | ------------------ | ----------------- | -------------- | ------------- |
| FW | هوگو ایکیتیکه    | آینتراخت فرانکفورت | €۱۶٫۵ میلیون یورو | ۲۶ آوریل ۲۰۲۴  | [ ۱۱ ]        |
| FW | کیلیان امباپه    | رئال مادرید        | رایگان            | ۱ ژوئیه ۲۰۲۴   | [ ۱۲ ]        |
| GK | الکساندر لوتلیه  | بازیکن آزاد        | رایگان            | ۱ ژوئیه ۲۰۲۴   | [ ۱۳ ]        |
| GK | کیلور ناواس      | بازیکن آزاد        | رایگان            | ۱ ژوئیه ۲۰۲۴   | [ ۱۴ ]        |
| GK | سرخیو ریکو       | بازیکن آزاد        | رایگان            | ۱ ژوئیه ۲۰۲۴   | [ ۱۵ ]        |
| DF | لوین کورزاوا     | بازیکن آزاد        | رایگان            | ۱ ژوئیه ۲۰۲۴   | [ ۱۶ ]        |
| MF | اتان امباپه      | بازیکن آزاد        | رایگان            | ۱ ژوئیه ۲۰۲۴   | [ ۱۷ ] [ ۱۸ ] |
| FW | نوها لمینا       | انسی               | اعلام نشده        | ۳۰ ژوئیه ۲۰۲۴  | [ ۱۹ ]        |
| MF | خاوی سیمونز      | لایپزیگ            | قرضی              | ۵ اوت ۲۰۲۴     | [ ۲۰ ]        |
| MF | رناتو سانچز      | بنفیکا             | قرضی              | ۵ اوت ۲۰۲۴     | [ ۲۱ ] [ ۲۲ ] |
| DF | سکو دوکوره       | نانت               | اعلام نشده        | ۱۰ اوت ۲۰۲۴    | [ ۲۳ ]        |
| MF | چر ندور          | بشیکتاش            | قرضی              | ۱۳ اوت ۲۰۲۴    | [ ۲۴ ]        |
| GK | لوکاس لاوالی     | اوبانی             | قرضی              | ۲۰ اوت ۲۰۲۴    | [ ۲۵ ]        |
| MF | گابریل موسکاردو  | رنس                | قرضی              | ۲۱ اوت ۲۰۲۴    | [ ۲۶ ]        |
| FW | الیاس حسنی       | لو آور             | قرضی              | ۲۸ اوت ۲۰۲۴    | [ ۲۷ ]        |
| DF | نوردی موکیله     | بایر لورکوزن       | قرضی              | ۲۸ اوت ۲۰۲۴    | [ ۲۸ ]        |
| DF | خوان برنات       | ویارئال            | قرضی              | ۳۰ اوت ۲۰۲۴    | [ ۲۹ ]        |
| MF | مانوئل اوگارته   | منچستر یونایتد     | €۵۰ میلیون یورو   | ۳۰ اوت ۲۰۲۴    | [ ۳۰ ]        |
| MF | کارلوس سولر      | وستهام یونایتد     | قرضی              | ۳۰ اوت ۲۰۲۴    | [ ۳۱ ]        |
| MF | اسماعیل غربی     | براگا              | رایگان            | ۳۱ اوت ۲۰۲۴    | [ ۳۲ ] [ ۳۳ ] |
| DF | دنیلو پریرا      | الاتحاد            | €۵ میلیون یورو    | ۲ سپتامبر ۲۰۲۴ | [ ۳۴ ]        |
| DF | ژوانه گادو       | ردبول زالتسبورگ    | €۱۰ میلیون یورو   | ۳ سپتامبر ۲۰۲۴ | [ ۳۵ ]        |
| DF | کولین داگبا      | بیرشات             | رایگان            | ۵ سپتامبر ۲۰۲۴ | [ ۳۶ ]        |
| DF | خوان برنات       | ویارئال            | رایگان            | ۲۲ ژانویه ۲۰۲۵ | [ ۳۷ ] [ ۳۸ ] |
| FW | رندال کولو موانی | یوونتوس            | قرضی              | ۲۳ ژانویه ۲۰۲۵ | [ ۳۹ ] [ ۴۰ ] |
| MF | خاوی سیمونز      | لایپزیگ            | €۵۰ میلیون یورو   | ۳۰ ژانویه ۲۰۲۵ | [ ۴۱ ] [ ۴۲ ] |
| DF | میلان اشکرینیار  | فنرباغچه           | قرضی              | ۳۰ ژانویه ۲۰۲۵ | [ ۴۳ ]        |
| MF | چر ندور          | فیورنتینا          | €۵ میلیون یورو    | ۳ فوریه ۲۰۲۵   | [ ۴۴ ]        |
| MF | مارکو آسنسیو     | استون ویلا         | قرضی              | ۳ فوریه ۲۰۲۵   | [ ۴۵ ]        |

کل درآمدe:  €۱۳۶٫۵  میلیون یورو(به استثنای هزینه‌های احتمالی، پاداش‌ها و ارقام فاش نشده)
1. 1 2  تا سقف ۱۰ میلیون یورو پاداش
2. ↑  تا سقف ۵ میلیون یورو پاداش
3. ↑  ۱۰ تا ۲۰ میلیون یورو پاداش
4. ↑  انتقال قرضی که قبل از باز شدن پنجره نقل و انتقالات دائمی شد.
5. ↑  در ۲۹ سپتامبر ۲۰۲۴، ریکو به الغرافه پیوست.
6. ↑  در ۴ ژوئیه ۲۰۲۴، اتان امباپه به لیل پیوست.
7. ↑  شامل گزینه‌ای برای امضای قرارداد دائمی با مبلغ ۱۰ میلیون یورو
8. ↑  شامل گزینه‌ای برای امضای قرارداد دائمی با مبلغ ۲ میلیون یورو
9. ↑  در ۳ فوریه ۲۰۲۵، برنات قرارداد خود را با ویارئال فسخ کرد و به ختافه پیوست.
10. ↑  ۱ میلیون یورو کارمزد وام به همراه ۲.۶ میلیون یورو هزینه‌های اضافی، به علاوه‌ی حداکثر ۲ میلیون یورو پاداش
11. ↑  تا سقف ۳۱ میلیون یورو پاداش

## بازی‌های پیش‌فصل و دوستانه
برد
  تساوی
  شکست
  برنامه‌ها
| ۷ اوت ۲۰۲۴ دوستانه | اشتورم گراتس                 | ۲–۲   | پاری سن-ژرمن           | کلاگن‌فورت، اتریش                                               |
| ۱۸:۳۰ CEST (UTC+2) | - کامارا ۱۵' - کیتیشویلی ۴۳' | گزارش | - امبایه ۹' - سولر ۱۲' | ورزشگاه: هایپو-آرنا تماشاگران: ۱۹٬۶۰۰ داور: اشتفان ابنر(اتریش) |

| ۱۰ اوت ۲۰۲۴ دوستانه | لایپزیگ      | ۱–۱   | پاری سن-ژرمن           | لایپزیگ، آلمان                                                  |
| ۱۸:۰۰ CEST (UTC+2)  | - اوپندا ۱۳' | گزارش | - راموس ۷۰' - سولر '۸۱ | ورزشگاه: ردبول آرنا تماشاگران: ۴۰٬۳۶۵ داور: ریچارد همپل (آلمان) |

## مسابقات

### مجموع آمار
| رقابت              | اولین بازی      | آخرین بازی    | شروع دور         | جایگاه نهایی | آمار | آمار | آمار | آمار | آمار | آمار | آمار | آمار  |
| رقابت              | اولین بازی      | آخرین بازی    | شروع دور         | جایگاه نهایی | بازی | ب    | ت    | ش    | گ‌ز   | گ‌خ   | ت‌گ   | % برد |
| ------------------ | --------------- | ------------- | ---------------- | ------------ | ---- | ---- | ---- | ---- | ---- | ---- | ---- | ----- |
| لیگ ۱              | ۱۶ اوت ۲۰۲۴     | ۱۷ مه ۲۰۲۵    | هفته ۱           | قهرمان       | ۳۴   | ۲۶   | ۶    | ۲    | ۹۲   | ۳۵   | —    | ۰۷۶   |
| جام حذفی           | ۲۲ دسامبر ۲۰۲۴  | ۲۴ مه ۲۰۲۵    | مرحله ۱/۱۶ نهایی | قهرمان       | ۶    | ۵    | ۱    | ۰    | ۲۱   | ۵    | —    | ۰۸۳   |
| سوپرجام            | ۵ ژانویه ۲۰۲۵   | ۵ ژانویه ۲۰۲۵ | فینال            | قهرمان       | ۱    | ۱    | ۰    | ۰    | ۱    | ۰    | —    | ۱۰۰   |
| لیگ قهرمانان اروپا | ۱۸ سپتامبر ۲۰۲۴ | ۳۱ مه ۲۰۲۵    | مرحله گروهی      | قهرمان       | ۱۷   | ۱۱   | ۱    | ۵    | ۳۸   | ۱۵   | —    | ۰۶۵   |
| جام جهانی باشگاه‌ها | ۱۵ ژوئن ۲۰۲۵    | TBD           | مرحله گروهی      | TBD          | ۰    | ۰    | ۰    | ۰    | ۰    | ۰    | —    | —     |
| مجموع              | مجموع           | مجموع         | مجموع            | مجموع        | ۰    | ۰    | ۰    | ۰    | ۰    | ۰    | ۰+   | —     |

آخرین به‌روزرسانی در: ۳۱ مه ۲۰۲۵

منبع: Soccerway

### لیگ ۱

#### جدول لیگ
الگو:2024–25 Ligue 1 table

#### خلاصه نتایج
| مجموع | مجموع  | مجموع | مجموع | مجموع | مجموع | مجموع | مجموع | خانه | خانه | خانه | خانه | خانه | خانه | مهمان | مهمان | مهمان | مهمان | مهمان | مهمان |
| بازی  | امتیاز | پ     | ت     | ش     | گ‌ز    | گ‌خ    | ت‌گ    | پ    | ت    | ش    | گ‌ز   | گ‌خ   | ت‌گ   | پ     | ت     | ش     | گ‌ز    | گ‌خ    | ت‌گ    |
| ----- | ------ | ----- | ----- | ----- | ----- | ----- | ----- | ---- | ---- | ---- | ---- | ---- | ---- | ----- | ----- | ----- | ----- | ----- | ----- |
| ۳۴    | ۸۴     | ۲۶    | ۶     | ۲     | ۹۲    | ۳۵    | ۵۷+   | ۱۴   | ۲    | ۱    | ۴۵   | ۱۶   | ۲۹+  | ۱۲    | ۴     | ۱     | ۴۷    | ۱۹    | ۲۸+   |

منبع: لیگ ۱

پ = پیروزی؛ ت = تساوی؛ ش = شکست؛ گ‌ز = گل زده؛ گ‌خ = گل خورده؛ ت‌گ = تفاضل گل

#### نتایج هر هفته
| هفته  | 1 | 2 | 3 | 4 | 5 | 6 | 7 | 8 | 9 | 10 | 11 | 12 | 13 | 14 | 15 | 16 | 17 | 18 | 19 | 20 | 21 | 22 | 23 | 24 | 25 | 26 | 27 | 28 | 30 | 29* | 31 | 32 | 33 | 34 |
| ----- | - | - | - | - | - | - | - | - | - | -- | -- | -- | -- | -- | -- | -- | -- | -- | -- | -- | -- | -- | -- | -- | -- | -- | -- | -- | -- | --- | -- | -- | -- | -- |
| زمین  | A | H | A | H | A | H | A | H | A | H  | A  | H  | H  | A  | H  | A  | H  | A  | H  | A  | H  | A  | A  | H  | A  | H  | A  | H  | H  | A   | H  | A  | A  | H  |
| نتیجه | W | W | W | W | D | W | D | W | W | W  | W  | W  | D  | D  | W  | W  | W  | W  | D  | W  | W  | W  | W  | W  | W  | W  | W  | W  | W  | D   | L  | L  | W  | W  |
| رتبه  | 2 | 1 | 1 | 1 | 1 | 1 | 2 | 1 | 1 | 1  | 1  | 1  | 1  | 1  | 1  | 1  | 1  | 1  | 1  | 1  | 1  | 1  | 1  | 1  | 1  | 1  | 1  | 1  | 1  | 1   | 1  | 1  | 1  | 1  |

* بازی هفته ۲۹ (مقابل نانت) به دلیل شرکت پاری سن ژرمن در لیگ قهرمانان اروپا به تعویق افتاد.

#### بازی‌ها
برنامه‌های لیگ در ۲۱ ژوئن ۲۰۲۴ اعلام شد.
| ۱۶ اوت ۲۰۲۴ ۱      | لو آور                                          | ۱–۴   | پاری سن-ژرمن                                                | لو آور                                             |
| ۲۰:۴۵ CEST (UTC+2) | - یوته کینکوی '۱۵ - ژوژو '۴۵+۳ - لوریس ۴۸'، '۸۸ | گزارش | - لی ۳' - دمبله ۸۴' - بارکولا ۸۶' - کولو موانی ۹۰' (پنالتی) | ورزشگاه: اوسیان تماشاگران: ۲۳٬۱۶۷ داور: ویلی دلاژو |

| ۲۳ اوت ۲۰۲۴ ۲      | پاری سن-ژرمن                                                                     | ۶–۰   | مون‌پلیه                                           | پاریس                                                     |
| ۲۰:۴۵ CEST (UTC+2) | - بارکولا ۴'، ۵۳' - آسنسیو ۲۴' - دمبله '۵۵ - حکیمی ۵۸' - زائیر-امری ۶۰' - لی ۸۲' | گزارش | - ساکو '۳۳ - چوتارد '۴۵+۱ - کویاته '۵۰ - خزری '۵۷ | ورزشگاه: پارک د پرنس تماشاگران: ۴۶٬۰۰۰ داور: مارک بولنژیه |

| ۱ سپتامبر ۲۰۲۴ ۳   | لیل                                                      | ۱–۳   | پاری سن-ژرمن                                                                        | وینو دسک                                                 |
| ۲۰:۴۵ CEST (UTC+2) | - الکساندرو '۳۱ - موکاو '۴۷ - ژگرووا ۷۸' - دیاکیته '۹۰+۱ | گزارش | - برالدو '۲۴ - ویتینیا ۳۳' (پنالتی) - بارکولا ۳۶' - دوناروما '۸۴ - کولو موانی ۹۰+۲' | ورزشگاه: پیر مائوروی تماشاگران: ۴۵٬۴۳۴ داور: بنوا باستین |

| ۱۴ سپتامبر ۲۰۲۴ ۴  | پاری سن-ژرمن                                          | ۳–۱   | برستوا                                                      | پاریس                                                    |
| ۲۱:۰۰ CEST (UTC+2) | - برالدو '۲۶ - مندز '۲۸ - دمبله ۴۲'، ۷۴' - فابیان ۷۳' | گزارش | - دل کاستیلو ۲۹' (پ.) - کامارا '۳۹ - آجورک '۴۹ - شاردون '۵۹ | ورزشگاه: پارک د پرنس تماشاگران: ۴۷٬۰۰۰ داور: کلمن تورپین |

| ۲۱ سپتامبر ۲۰۲۴ ۵  | رنس                                     | ۱–۱   | پاری سن-ژرمن           | رنس                                                    |
| ۲۱:۰۰ CEST (UTC+2) | - ناکامورا ۹' - مونتسی '۴۴ - فوفانا '۴۷ | گزارش | - پاچو '۳۷ - دمبله ۶۸' | ورزشگاه: آگوست دلون تماشاگران: ۲۰٬۲۲۰ داور: ژرمی پینار |

| ۲۷ سپتامبر ۲۰۲۴ ۶  | پاری سن-ژرمن                                             | ۳–۱   | رن                                                                | پاریس                                                      |
| ۲۱:۰۰ CEST (UTC+2) | - بارکولا ۳۰'، ۶۸' - دمبله '۴۷ - زائیر-امری '۵۲ - لی ۵۸' | گزارش | - سانتاماریا '۳۱ - اسگنیون '۴۲ - ووه '۶۵ - کالیموندو ۷۵' (پنالتی) | ورزشگاه: پارک د پرنس تماشاگران: ۴۷٬۵۸۲ داور: حکیم بن الحاج |

| ۶ اکتبر ۲۰۲۴ ۷     | نیس                     | ۱–۱   | پاری سن-ژرمن                                         | نیس                                                         |
| ۲۰:۴۵ CEST (UTC+2) | - عبدی ۳۹' - بوداوی '۷۱ | گزارش | - حکیمی '۳۶ - مارکینیوس '۳۶ - بومبیتو ۵۲' (گل‌به‌خودی) | ورزشگاه: آلیانز ریویرا تماشاگران: ۳۰٬۲۴۷ داور: جروم بریزارد |

| ۱۹ اکتبر ۲۰۲۴ ۸    | پاری سن-ژرمن                                                                    | ۴–۲   | استراسبورگ                                    | پاریس                                                     |
| ۲۱:۰۰ CEST (UTC+2) | - مایولو ۱۸' - آسنسیو ۴۷' - برالدو '۶۰ - بارکولا ۶۶' - لی ۹۰' - اشکرینیار '۹۰+۷ | گزارش | - سنایا '۱۰ - مارا ۵۸' - سو '۷۲ - دیونگ ۹۰+۲' | ورزشگاه: پارک د پرنس تماشاگران: ۴۷٬۵۹۰ داور: جرمی استینات |

| ۲۷ اکتبر ۲۰۲۴ ۹   | مارسی               | ۰–۳   | پاری سن-ژرمن                                    | مارسی                                                   |
| ۲۰:۴۵ CET (UTC+1) | - هویبیر '۱۸ - حارث | گزارش | - نوس ۲۶' - بالردی ۲۹' (گل‌به‌خودی) - بارکولا ۴۰' | ورزشگاه: ولودروم تماشاگران: ۶۶٬۱۱۵ داور: فرانسوا لتکسیر |

| ۲ نوامبر ۲۰۲۴ ۱۰  | پاری سن-ژرمن               | ۱–۰   | لانس                                               | پاریس                                                   |
| ۱۷:۰۰ CET (UTC+1) | - دمبله ۴' - مارکینیوس '۵۷ | گزارش | - حسنوف '۴۵+۱، - گرادیت '۴۷ - دیوف '۶۲ - دانسو '۸۶ | ورزشگاه: پارک د پرنس تماشاگران: ۴۷٬۸۸۹ داور: ویلی دلاژو |

| ۹ نوامبر ۲۰۲۴ ۱۱  | آنژه                         | ۲–۴   | پاری سن-ژرمن                                                                     | آنژه                                                  |
| ۲۱:۰۰ CET (UTC+1) | - لپاول ۹۰+۱' - بیمولا ۹۰+۷' | گزارش | - لی ۱۷'، ۲۰' - برالدو '۲۴ - بارکولا ۳۱'، ۴۵+۲' - زائیر-امری '۵۹ - مارکینیوس '۸۲ | ورزشگاه: ریموند کوپا تماشاگران: ۱۷٬۲۱۲ داور: بنوا میو |

| ۲۲ نوامبر ۲۰۲۴ ۱۲ | پاری سن-ژرمن                                       | ۳–۰   | تولوز                      | پاریس                                                    |
| ۲۱:۰۰ CET (UTC+1) | - نوس ۳۵' - حکیمی '۴۴ - برالدو ۸۴' - ویتینیا ۹۰+۱' | گزارش | - ابوخلال '۴۳ - Dønnum '۷۵ | ورزشگاه: پارک د پرنس تماشاگران: ۴۷٬۸۲۶ داور: گائل آنگولا |

| ۳۰ نوامبر ۲۰۲۴ ۱۳ | پاری سن-ژرمن | ۱–۱   | نانت        | پاریس                                                     |
| ۲۱:۰۰ CET (UTC+1) | - حکیمی ۲'   | گزارش | - آبلین ۳۸' | ورزشگاه: پارک د پرنس تماشاگران: ۴۷٬۹۲۶ داور: جرمی استینات |

| ۶ دسامبر ۲۰۲۴ ۱۴  | اوسر                         | ۰–۰   | پاری سن-ژرمن | اوسر                                                     |
| ۲۱:۰۰ CET (UTC+1) | - ترائوره '۷۳ - سینایوکو '۷۶ | گزارش | - پاچو '۸۵   | ورزشگاه: دو لابه-دشان تماشاگران: ۱۷٬۰۲۸ داور: ژرمی پینار |

| ۱۵ دسامبر ۲۰۲۴ ۱۵ | پاری سن-ژرمن                                                      | ۳–۱   | لیون                                                  | پاریس                                                    |
| ۲۰:۴۵ CET (UTC+1) | - دمبله ۸' - ویتینیا ۱۴' (پ.) - لی '۱۵ - دوناروما '۴۱ - راموس ۸۸' | گزارش | - میکاوتادزه ۴۰', '۴۱ - ورتو '۴۵+۲ - تاگلیافیکو '۹۰+۲ | ورزشگاه: پارک د پرنس تماشاگران: ۴۷٬۹۲۶ داور: بنوا باستین |

| ۱۸ دسامبر ۲۰۲۴ ۱۶ | موناکو                                                   | ۲–۴   | پاری سن-ژرمن                              | موناکو                                                   |
| ۲۱:۰۰ CET (UTC+1) | - سینگو '۱۳ - کامارا '۲۹ - بن صغیر ۵۳' (پ.) - امبولو ۶۰' | گزارش | - دوئه ۲۴' - دمبله ۶۴'، ۹۰+۷' - راموس ۸۳' | ورزشگاه: لویی دوم تماشاگران: ۱۲٬۰۹۵ داور: فرانسوا لتکسیر |

| ۱۲ ژانویه ۲۰۲۵ ۱۷ | پاری سن-ژرمن                       | ۲–۱   | سن-اتین                                      | پاریس                                                        |
| ۲۰:۴۵ CET (UTC+1) | - دمبله ۱۳'، ۲۳' (پ.) - برالدو '۶۵ | گزارش | - Mouton '۵۹ - داویتاشویلی ۶۴' - بوشواری '۷۶ | ورزشگاه: پارک د پرنس تماشاگران: ۴۷٬۵۸۰ داور: Mathieu Vernice |

| ۱۸ ژانویه ۲۰۲۵ ۱۸ | لانس                                    | ۱–۲   | پاری سن-ژرمن                                          | لانس                                                     |
| ۱۷:۰۰ CET (UTC+1) | - Nzola ۳۶' - Machado '۴۵ - توماسون '۶۲ | گزارش | - ویتینیا '۲۹ - فابیان ۵۹' - بارکولا ۸۶' - مایولو '۹۰ | ورزشگاه: بولارت-دللیس تماشاگران: ۳۸٬۱۲۰ داور: ژرمی پینار |

| ۲۵ ژانویه ۲۰۲۵ ۱۹ | پاری سن-ژرمن                              | ۱–۱   | رنس                                     | پاریس                                                      |
| ۲۱:۰۰ CET (UTC+1) | - هرناندز '۳۵ - دمبله ۴۷' - بارکولا '۹۰+۲ | گزارش | - اکیمه '۴ - ناکامورا ۵۶' - Diakhon '۸۵ | ورزشگاه: پارک د پرنس تماشاگران: ۴۷٬۸۶۲ داور: حکیم بن الحاج |

| ۱ فوریه ۲۰۲۵ ۲۰   | برستوا                                  | ۲–۵   | پاری سن-ژرمن                             | برست                                                                |
| ۱۷:۰۰ CET (UTC+1) | - سیما '۳۶ - دل کاستیلو ۵۰' - آجورک ۷۱' | گزارش | - دمبله ۲۹'، ۵۷'، ۶۲' - راموس ۸۹'، ۹۰+۷' | ورزشگاه: ورزشگاه فرانسیس-لو بله تماشاگران: ۱۵٬۰۴۰ داور: بنوا باستین |

| ۷ فوریه ۲۰۲۵ ۲۱   | پاری سن-ژرمن                                               | ۴–۱   | موناکو      | پاریس                                                    |
| ۲۱:۰۵ CET (UTC+1) | - ویتینیا ۶' - دوئه '۲۸ - کواراتسخلیا ۵۴' - دمبله ۵۷'، ۹۰' | گزارش | - زکریا ۱۷' | ورزشگاه: پارک د پرنس تماشاگران: ۴۷٬۹۲۶ داور: کلمن تورپین |

| ۱۵ فوریه ۲۰۲۵ ۲۲  | تولوز                  | ۰–۱   | پاری سن-ژرمن | تولوز                                             |
| ۲۱:۰۵ CET (UTC+1) | - سیرو '۳۹ - آکداغ '۵۶ | گزارش | - فابیان ۵۲' | ورزشگاه: تولوز تماشاگران: ۳۱٬۷۰۳ داور: ویلی دلاژو |

| ۲۳ فوریه ۲۰۲۵ ۲۳  | لیون                                   | ۲–۳   | پاری سن-ژرمن                      | دسین-شارپیو                                                               |
| ۲۰:۴۵ CET (UTC+1) | - شرکی ۸۳' - آلمیدا '۸۵ - تولیسو ۹۰+۲' | گزارش | - حکیمی '۳۶، ۵۳'، ۸۵' - دمبله ۵۹' | ورزشگاه: ورزشگاه پارک المپیک لیون تماشاگران: ۵۷٬۷۷۷ داور: Eric Wattellier |

| ۱ مارس ۲۰۲۵ ۲۴    | پاری سن-ژرمن                                        | ۴–۱   | لیل                                      | پاریس                                                       |
| ۲۱:۰۵ CET (UTC+1) | - بارکولا ۶' - مارکینیوس ۲۲' - دمبله ۲۸' - دوئه ۳۷' | گزارش | - مونیه '۳۹ - دیوید ۸۰' - ایزمایلی '۹۰+۲ | ورزشگاه: پارک د پرنس تماشاگران: ۴۷٬۸۳۸ داور: فرانسوا لتکسیر |

| ۸ مارس ۲۰۲۵ ۲۵    | رن                                 | ۱–۴   | پاری سن-ژرمن                                                                      | رن                                                                   |
| ۱۷:۰۰ CET (UTC+1) | - سامبا '۳۴ - براسیر ۵۳' - روو '۵۸ | گزارش | - بارکولا ۲۷'، '۴۵+۲ - هرناندز '۳۶ - راموس ۵۰' - دمبله ۹۰+۱'، ۹۰+۴' - حکیمی '۹۰+۷ | ورزشگاه: ورزشگاه روازون پارک تماشاگران: ۲۸٬۵۵۰ داور: Mathieu Vernice |

| ۱۶ مارس ۲۰۲۵ ۲۶   | پاری سن-ژرمن                                        | ۳–۱   | مارسی       | پاریس                                                    |
| ۲۰:۴۵ CET (UTC+1) | - دمبله ۱۷' - مندز '۲۶، ۴۲' - لیرولا ۷۶' (گل‌به‌خودی) | گزارش | - گویری ۵۱' | ورزشگاه: پارک د پرنس تماشاگران: ۴۷٬۹۲۶ داور: کلمن تورپین |

| ۲۹ مارس ۲۰۲۵ ۲۷   | سن-اتین                                | ۱–۶   | پاری سن-ژرمن                                                              | سن-اتین                                                    |
| ۱۹:۰۰ CET (UTC+1) | - Stassin ۹' - بوشواری '۲۶ - میسون '۶۸ | گزارش | - راموس ۴۳' (پ.) - کواراتسخلیا ۵۰' - دوئه ۵۳'، ۶۶' - نوس ۶۲' - امبایه ۹۰' | ورزشگاه: ژوفروا-گیشار تماشاگران: ۳۷٬۱۰۸ داور: جرمی استینات |

| ۵ آوریل ۲۰۲۵ ۲۸    | پاری سن-ژرمن | ۱–۰   | آنژه                                 | پاریس                                                     |
| ۱۷:۰۰ CEST (UTC+2) | - دوئه ۵۵'   | گزارش | - حنین '۱۴ - Ekomié '۲۱ - Lepaul '۴۲ | ورزشگاه: پارک د پرنس تماشاگران: ۴۷٬۷۳۶ داور: مارک بولنژیه |

| ۱۹ آوریل ۲۰۲۵ ۳۰   | پاری سن-ژرمن          | ۲–۱   | لو آور       | پاریس                                                        |
| ۱۷:۰۰ CEST (UTC+2) | - دوئه ۸' - راموس ۵۰' | گزارش | - سوماره ۶۰' | ورزشگاه: پارک د پرنس تماشاگران: ۴۷٬۱۱۳ داور: Mathieu Vernice |

| ۲۲ آوریل ۲۰۲۵ ۲۹ | نانت                                      | ۱–۱   | پاری سن-ژرمن  | نانت                                                           |
| ۲۰:۴۵ CEST (UTC+2) | - کاستلتو '۷۷ - چیری‌ولا '۷۹ - Augusto ۸۳' | گزارش | - ویتینیا ۳۳' | ورزشگاه: استاد دو لا بوژوار تماشاگران: ۳۴٬۴۲۰ داور: ژرمی پینار |
| یادداشت: این مسابقه در ابتدا برای ۱۳ آوریل ۲۰۲۵ برنامه‌ریزی شده بود، اما به دلیل حضور پاری سن ژرمن در لیگ قهرمانان اروپا به تعویق افتاد. |                                           |       |               |                                                                |

| ۲۵ آوریل ۲۰۲۵ ۳۱   | پاری سن-ژرمن                                         | ۱–۳   | نیس                                             | پاریس                                                   |
| ۲۰:۴۵ CEST (UTC+2) | - فابیان ۴۱' - نوس '۴۵+۲ - مندز '۶۸ - زائیر-امری '۷۲ | گزارش | - سانسون ۳۴'، ۴۶' - عبدی '۴۳ - Ndayishimiye ۷۰' | ورزشگاه: پارک د پرنس تماشاگران: ۴۷٬۵۹۷ داور: ویلی دلاژو |

| ۳ مه ۲۰۲۵ ۳۲       | استراسبورگ                                          | ۲–۱   | پاری سن-ژرمن                       | استراسبورگ                                                        |
| ۱۷:۰۰ CEST (UTC+2) | - هرناندز ۲۰' (گل‌به‌خودی) - لمارچال ۴۵+۳' - دوئه '۸۶ | گزارش | - بارکولا ۴۶' - تیپ '۸۳ - رویز '۸۹ | ورزشگاه: ورزشگاه ده لا مینو تماشاگران: ۱۹٬۵۲۲ داور: حکیم بن الحاج |

| ۱۰ مه ۲۰۲۵ ۳۳      | مون‌پلیه                  | ۱–۴   | پاری سن-ژرمن                                         | مون‌پلیه                                                            |
| ۲۱:۰۰ CEST (UTC+2) | - فری '۴۲ - کولیبالی ۶۴' | گزارش | - برالدو '۳۹ - مایولو ۴۴' - راموس ۴۹'، ۵۹' (پ.)، ۶۵' | ورزشگاه: استاد دو لا موسون تماشاگران: ۱۶٬۷۸۷ داور: Mathieu Vernice |

| ۱۷ مه ۲۰۲۵ ۳۴      | پاری سن-ژرمن                                            | ۳–۱   | اوسر                                     | پاریس                                                        |
| ۲۱:۰۰ CEST (UTC+2) | - کواراتسخلیا ۵۹'، ۸۸' - مارکینیوس ۶۷' - راموس ۸۰'، '۸۶ | گزارش | - سینایوکو ۳۰' - پرین '۳۴ - دیومانده '۷۷ | ورزشگاه: پارک د پرنس تماشاگران: ۴۷٬۹۲۶ داور: عبداللطیف خراجی |

### جام حذفی فرانسه
| ۲۲ دسامبر ۲۰۲۴ ۱/۳۲ نهائی                     | لانس                    | ۱–۱ (۳–۴ پنالتی)                    | پاری سن-ژرمن                | لانس                                                         |
| ۲۱:۰۰ CET (UTC+1)                             | - Nzola ۶۶' - حسنوف '۷۵ | گزارش                               | - مارکینیوس '۶۷ - راموس ۷۰' | ورزشگاه: بولارت-دللیس تماشاگران: ۳۸٬۱۸۲ داور: Thomas Léonard |
|                                               | ضربات پنالتی            |                                     |                             |                                                              |
| - فرانکوسکی - سوتوکا - العینوی - Nzola - دیوف |                         | - ویتینیا - راموس - دمبله - بارکولا |                             |                                                              |

| ۱۵ ژانویه ۲۰۲۵ ۱/۱۶ نهائی | Espaly                                | ۲–۴   | پاری سن-ژرمن                                                           | کلرمون-فران                                                            |
| ۲۱:۰۰ CET (UTC+1)         | - Gjeçi ۳' - Fournel ۷۱' - Uzun '۹۰+۴ | گزارش | - زائیر-امری ۳۷' - دوئه ۶۷' - بارکولا ۸۸' - نوس '۹۰ - راموس ۹۰+۲' (پ.) | ورزشگاه: Stade Marcel-Michelin تماشاگران: ۱۲٬۹۳۹ داور: Marc Bollengier |

| ۴ فوریه ۲۰۲۵ یک هشتم نهایی | لو مان                      | ۰–۲   | پاری سن-ژرمن                                                      | لو مان (فرانسه)                                                           |
| ۲۱:۱۰ CET (UTC+1)          | - Bernardeau '۵ - لورای '۳۲ | گزارش | - دوئه ۲۵' - مایولو '۴۵+۲ - بارکولا ۷۱' - کیمپمبه '۸۴ - راموس '۸۷ | ورزشگاه: Stade Marie-Marvingt تماشاگران: ۲۴٬۲۵۴ داور: Abdelatif Kherradji |

| ۲۶ فوریه ۲۰۲۵ یک چهارم نهایی | Stade Briochin | ۰–۷   | پاری سن-ژرمن                                                             | رن                                                          |
| ۲۱:۱۰ CET (UTC+1)            |                | گزارش | - نوس ۱۶' - راموس ۳۶'، ۴۹' (پ.)، ۵۸' - دوئه ۵۵' - مایولو ۶۶' - دمبله ۸۵' | ورزشگاه: روازون پارک تماشاگران: ۲۵٬۹۱۵ داور: Thomas Léonard |

| ۱ آوریل ۲۰۲۵ نیمه نهائی | دانکرک                  | ۲–۴   | پاری سن-ژرمن                                               | وینو دسک                                                  |
| ۲۱:۱۰ CEST (UTC+2)      | - ساسو ۷' - Al-Saad ۲۷' | گزارش | - دمبله ۴۵'، ۹۰+۳' - مارکینیوس ۴۸' - دوئه ۶۲' - برالدو '۸۱ | ورزشگاه: پیر مائوروی تماشاگران: ۴۵٬۴۱۹ داور: جروم بریزارد |

| ۲۴ مه ۲۰۲۵ فینال   | پاری سن-ژرمن                   | ۳–۰   | رنس | سن-دنی                                                         |
| ۲۱:۰۰ CEST (UTC+2) | - بارکولا ۱۶'، ۱۹' - حکیمی ۴۳' | گزارش |     | ورزشگاه: استاد دو فرانس تماشاگران: ۷۷٬۱۰۱ داور: Benoît Bastien |

### سوپرجام فرانسه
| ۵ ژانویه ۲۰۲۵ فینال | پاری سن-ژرمن                           | ۱–۰   | موناکو        | دوحه، قطر                                          |
| ۱۹:۳۰ AST (UTC+3)   | - مندز '۲۳ - بارکولا '۸۷ - دمبله ۹۰+۲' | گزارش | - وندرسون '۳۵ | ورزشگاه: ۹۷۴ تماشاگران: ۳۹٬۶۸۲ داور: Willy Delajod |

### لیگ قهرمانان اروپا

#### مرحله گروهی
قرعه‌کشی مرحله لیگ در تاریخ ۲۹ اوت ۲۰۲۴ برگزار شد.
2024–25 UEFA Champions League league phase
| هفته  | 1  | 2  | 3  | 4  | 5  | 6  | 7  | 8  |
| ----- | -- | -- | -- | -- | -- | -- | -- | -- |
| زمین  | H  | A  | H  | H  | A  | A  | H  | A  |
| نتیجه | W  | L  | D  | L  | L  | W  | W  | W  |
| رتبه  | 15 | 18 | 19 | 25 | 25 | 25 | 22 | 15 |

| ۱۸ سپتامبر ۲۰۲۴ ۱  | پاری سن-ژرمن                              | ۱–۰   | خیرونا                                 | پاریس، فرانسه                                                    |
| ۲۱:۰۰ CEST (UTC+2) | - مارکینیوس '۱۷ - گازانیگا ۹۰' (گل‌به‌خودی) | گزارش | - کریچی '۲۰ - رومئو '۴۳ - گازانیگا '۷۴ | ورزشگاه: پارک د پرنس تماشاگران: ۳۹٬۹۵۱ داور: دانیل سیبرت (آلمان) |

| ۱ اکتبر ۲۰۲۴ ۲    | آرسنال                                  | ۲–۰   | پاری سن-ژرمن | لندن، انگلستان                                                           |
| ۲۰:۰۰ BST (UTC+1) | - هاورتز ۲۰' - ساکا ۳۵' - کالافیوری '۷۶ | گزارش | - فابیان '۷۶ | ورزشگاه: ورزشگاه امارات تماشاگران: ۶۰٬۱۰۳ داور: اسلاوکو وینچیچ (اسلوونی) |

| ۲۲ اکتبر ۲۰۲۴ ۳    | پاری سن-ژرمن           | ۱–۱   | آیندهوون                                                                             | پاریس، فرانسه                                                  |
| ۲۱:۰۰ CEST (UTC+2) | - مندز '۴۰ - حکیمی ۵۵' | گزارش | - لنگ ۳۴' - مائورو ژونیور '۴۵+۲ - دمز '۷۷ - لدزما '۹۰+۱ - بابادی '۹۰+۲ - بنیتز '۹۰+۶ | ورزشگاه: پارک د پرنس تماشاگران: ۴۷٬۵۱۱ داور: گلن نایبرگ (سوئد) |

| ۶ نوامبر ۲۰۲۴ ۴   | پاری سن-ژرمن     | ۱–۲   | اتلتیکو مادرید                  | پاریس، فرانسه                                                         |
| ۲۱:۰۰ CET (UTC+1) | - زائیر-امری ۱۴' | گزارش | - مولینا ۱۸' - کوره‌آ '۸۷, ۹۰+۳' | ورزشگاه: پارک د پرنس تماشاگران: ۴۷٬۳۶۹ داور: شیمون مارسینیاک (لهستان) |

| ۲۶ نوامبر ۲۰۲۴ ۵  | بایرن مونیخ                                    | ۱–۰   | پاری سن-ژرمن                                  | مونیخ، آلمان                                                         |
| ۲۱:۰۰ CET (UTC+1) | - کیم ۳۸' - کومان '۶۷ - اولیس '۷۷ - گنابری '۸۴ | گزارش | - دمبله - حکیمی '۵۷ - مندز '۷۱ - فابیان '۹۰+۵ | ورزشگاه: آلیانتس آرنا تماشاگران: ۷۵٬۰۰۰ داور: ایشتوان کوواچ (رومانی) |

| ۱۰ دسامبر ۲۰۲۴ ۶  | ردبول زالتسبورگ                             | ۰–۳   | پاری سن-ژرمن                      | زالتسبورگ، اتریش                                                   |
| ۲۱:۰۰ CET (UTC+1) | - گویندو '۳۵ - گورنا دوات '۵۳ - Capaldo '۷۵ | گزارش | - راموس ۳۰' - مندز ۷۲' - دوئه ۸۵' | ورزشگاه: ردبول آرنا تماشاگران: ۲۵٬۰۶۵ داور: مایکل الیور (انگلستان) |

| ۲۲ ژانویه ۲۰۲۵ ۷  | پاری سن-ژرمن                                                 | ۴–۲   | منچستر سیتی                        | پاریس، فرانسه                                                         |
| ۲۱:۰۰ CET (UTC+1) | - مندز '۲۳ - دمبله ۵۶' - بارکولا ۶۰' - نوس ۷۸' - راموس ۹۰+۳' | گزارش | - دیاز '۹ - گریلیش ۵۰' - هالند ۵۳' | ورزشگاه: پارک د پرنس تماشاگران: ۴۷٬۸۱۸ داور: شیمون مارسینیاک (لهستان) |

| ۲۹ ژانویه ۲۰۲۵ ۸  | اشتوتگارت                                        | ۱–۴   | پاری سن-ژرمن                                 | اشتوتگارت، آلمان                                                   |
| ۲۱:۰۰ CET (UTC+1) | - اشتیلر '۵۳ - کارازور '۷۰ - پاچو ۷۷' (گل‌به‌خودی) | گزارش | - بارکولا ۶' - دمبله ۱۷'، ۳۵'، ۵۴' - نوس '۶۶ | ورزشگاه: ام‌اچ‌پی آرنا تماشاگران: ۶۰٬۰۰۰ داور: داویده ماسا (ایتالیا) |

#### مرحله حذفی

##### پلی‌آف مرحله حذفی
قرعه‌کشی بازی‌های پلی‌آف مرحله حذفی در ۳۱ ژانویه ۲۰۲۵ برگزار شد.
| ۱۱ فوریه ۲۰۲۵ دور رفت | برستوا       | ۰–۳   | پاری سن-ژرمن                                      | گنگام، فرانسه                                                          |
| ۱۸:۴۵ CET (UTC+1) | - شاردون '۷۴ | گزارش | - ویتینیا ۲۱' (پ.) - دمبله ۴۵'، ۶۶' - بارکولا '۷۰ | ورزشگاه: رودورو تماشاگران: ۱۵٬۸۳۱ داور: Irfan Peljto (بوسنی و هرزگوین) |
| یادداشت: این مسابقه به جای ورزشگاه فرانسیس-لو بله، ورزشگاه همیشگی برستوا در برست، که الزامات یوفا را برآورده نمی‌کرد، در ورزشگاه رودورو در گینگامپ برگزار شد. |              |       |                                                   |                                                                        |

| ۱۹ فوریه ۲۰۲۵ دور برگشت | پاری سن-ژرمن                                                                                 | ۷–۰ (۱۰–۰ گ.ح.) | برستوا                       | پاریس، فرانسه                                                       |
| ۲۱:۰۰ CET (UTC+1)       | - بارکولا ۲۰' - کواراتسخلیا ۳۹' - ویتینیا ۵۹' - دوئه ۶۴' - مندز ۶۹' - راموس ۷۶' - مایولو ۸۶' | گزارش           | - هایدارا '۶۷ - کاردینال '۸۰ | ورزشگاه: پارک د پرنس تماشاگران: ۴۷٬۲۱۱ داور: مایکل الیور (انگلستان) |

##### مرحله یک‌هشتم نهایی
قرعه‌کشی مرحله یک هشتم نهایی در ۲۱ فوریه ۲۰۲۵ برگزار شد.
| ۵ مارس ۲۰۲۵ دور رفت | پاری سن-ژرمن    | ۰–۱   | لیورپول                   | پاریس، فرانسه                                                      |
| ۲۱:۰۰ CET (UTC+1)   | - مارکینیوس '۳۸ | گزارش | - فن دایک '۷۰ - الیوت ۸۷' | ورزشگاه: پارک د پرنس تماشاگران: ۴۷٬۵۱۱ داور: داویده ماسا (ایتالیا) |

| ۱۱ مارس ۲۰۲۵ دور برگشت | لیورپول           | ۰–۱ (و.ا.) (۱–۱ گ.ح.) (۱–۴ پنالتی) | پاری سن-ژرمن                | لیورپول، انگلستان                                              |
| ۲۰:۰۰ GMT (UTC±۰)      | - مک آلیستر '۹۰+۲ | گزارش                              | - دمبله ۱۲' - مارکینیوس '۴۶ | ورزشگاه: آنفیلد تماشاگران: ۵۹٬۷۶۵ داور: ایشتوان کوواچ (رومانی) |
|                        | ضربات پنالتی      |                                    |                             |                                                                |
| - صلاح - نونیز - جونز  |                   | - ویتینیا - راموس - دمبله - دوئه   |                             |                                                                |

##### مرحله یک‌چهارم نهایی
قرعه‌کشی مرحله یک چهارم نهایی در ۲۱ فوریه ۲۰۲۵، پس از قرعه‌کشی مرحله یک هشتم نهایی، برگزار شد.
| ۹ آوریل ۲۰۲۵ دور رفت | پاری سن-ژرمن                              | ۳–۱   | استون ویلا           | پاریس، فرانسه                                                           |
| ۲۱:۰۰ CEST (UTC+2)   | - دوئه ۳۹' - کواراتسخلیا ۴۹' - مندز ۹۰+۲' | گزارش | - کش '۱۷ - راجرز ۳۵' | ورزشگاه: پارک د پرنس تماشاگران: ۴۷٬۶۸۱ داور: Maurizio Mariani (ایتالیا) |

| ۱۵ آوریل ۲۰۲۵ دور برگشت | استون ویلا                                 | ۳–۲ (۴–۵ گ.ح.) | پاری سن-ژرمن           | بیرمنگام، انگلستان                                                            |
| ۲۰:۰۰ BST (UTC+1)       | - تیلمانس ۳۴' - مک‌گین '۴۲، ۵۵' - کونسا ۵۷' | گزارش          | - حکیمی ۱۱' - مندز ۲۷' | ورزشگاه: ویلا پارک تماشاگران: ۴۲٬۵۳۵ داور: خوسه ماریا سانچث مارتینث (اسپانیا) |

##### نیمه‌نهایی
قرعه‌کشی مرحله نیمه‌نهایی در ۲۱ فوریه ۲۰۲۵، پس از قرعه‌کشی مرحله یک‌هشتم نهایی و یک‌چهارم نهایی، برگزار شد.
| ۲۹ آوریل ۲۰۲۵ دور رفت | آرسنال                  | ۰–۱   | پاری سن-ژرمن                     | لندن، انگلستان                                                   |
| ۲۰:۰۰ BST (UTC+1)     | - تروسار '۱۰ - ساکا '۴۳ | گزارش | - دمبله ۴' - حکیمی '۴۴ - نوس '۴۶ | ورزشگاه: امارات تماشاگران: ۵۹٬۶۶۴ داور: اسلاوکو وینچیچ (اسلوونی) |

| ۷ مه ۲۰۲۵ دور برگشت | پاری سن-ژرمن                                                        | ۲–۱ (۳–۱ گ.ح.) | آرسنال                                                      | پاریس، فرانسه                                                    |
| ۲۱:۰۰ CEST (UTC+2)  | - مندز '۱۸ - فابیان ۲۷' - ویتینیا ۶۹' - حکیمی ۷۲' - کواراتسخلیا '۸۶ | گزارش          | - رایس '۲۶ - لویس-اسکلی '۵۶ - ساکا ۷۶', '۸۶ - کالافیوری '۸۶ | ورزشگاه: پارک د پرنس تماشاگران: ۴۷٬۵۱۱ داور: فلیکس زوایر (آلمان) |

##### فینال
| ۳۱ مه ۲۰۲۵ فینال   | پاری سن-ژرمن                                                         | ۵–۰   | اینتر میلان                           | مونیخ، آلمان                                                         |
| ۲۱:۰۰ CEST (UTC+2) | - حکیمی ۱۲'، '۹۰ - دوئه ۲۰'، ۶۳'، '۶۵ - کواراتسخلیا ۷۳' - مایولو ۸۶' | گزارش | - زالفسکی '۵۶ - تورام '۶۹ - آچربی '۷۱ | ورزشگاه: آلیانتس آرنا تماشاگران: ۶۴٬۳۲۷ داور: ایشتوان کوواچ (رومانی) |

### جام جهانی باشگاه‌ها

#### مرحله گروهی
قرعه‌کشی مرحله گروهی در ۵ دسامبر ۲۰۲۴ برگزار شد.
الگو:2025 FIFA Club World Cup group tables
| ۱۵ ژوئن ۲۰۲۵ ۱    | پاری سن-ژرمن | v     | اتلتیکو مادرید | پاسادنا، ایالات متحده |
| ۱۲:۰۰ PDT (UTC−۷) |              | گزارش |                | ورزشگاه: رز بول       |

| ۱۹ ژوئن ۲۰۲۵ ۲    | پاری سن-ژرمن | v     | بوتافوگو | پاسادنا ، ایالات متحده |
| ۱۸:۰۰ PDT (UTC−۷) |              | گزارش |          | ورزشگاه: رز بول        |

| ۲۳ ژوئن ۲۰۲۵ ۳    | سیاتل ساندرز | v     | پاری سن-ژرمن | سیاتل، ایالات متحده |
| ۱۲:۰۰ PDT (UTC−۷) |              | گزارش |              | ورزشگاه: لومن فیلد  |

## آمار و ارقام

### بازی(ها) و گل(ها)
| ش.                                       | پ.          | م.          | بازیکن                                    | مجموع       | مجموع       | لیگ ۱       | لیگ ۱       | جام حذفی    | جام حذفی    | سوپرجام فرانسه | سوپرجام فرانسه | لیگ قهرمانان اروپا | لیگ قهرمانان اروپا | جام جهانی باشگاه‌ها | جام جهانی باشگاه‌ها |
| ش.                                       | پ.          | م.          | بازیکن                                    | بازی        | گل‌ها        | بازی        | گل‌ها        | بازی        | گل‌ها        | بازی           | گل‌ها           | بازی               | گل‌ها               | بازی               | گل‌ها               |
| دروازه‌بان‌ها                              | دروازه‌بان‌ها | دروازه‌بان‌ها | دروازه‌بان‌ها                               | دروازه‌بان‌ها | دروازه‌بان‌ها | دروازه‌بان‌ها | دروازه‌بان‌ها | دروازه‌بان‌ها | دروازه‌بان‌ها | دروازه‌بان‌ها    | دروازه‌بان‌ها    | دروازه‌بان‌ها        | دروازه‌بان‌ها        | دروازه‌بان‌ها        | دروازه‌بان‌ها        |
| ---------------------------------------- | ----------- | ----------- | ----------------------------------------- | ----------- | ----------- | ----------- | ----------- | ----------- | ----------- | -------------- | -------------- | ------------------ | ------------------ | ------------------ | ------------------ |
| ۱                                        | دروازه‌بان   | ایتالیا     | جانلوئیجی دوناروما                        | ۴۰          | ۰           | ۲۴          | ۰           | ۰           | ۰           | ۱              | ۰              | ۱۵                 | ۰                  |                    |                    |
| ۳۹                                       | دروازه‌بان   | روسیه       | ماتوی سفانوف                              | ۱۷          | ۰           | ۹+۱         | ۰           | ۵           | ۰           | ۰              | ۰              | ۲                  | ۰                  |                    |                    |
| ۸۰                                       | دروازه‌بان   | اسپانیا     | آرناو تناس                                | ۲           | ۰           | ۱           | ۰           | ۱           | ۰           | ۰              | ۰              | ۰                  | ۰                  |                    |                    |
| مدافعان                                  |             |             |                                           |             |             |             |             |             |             |                |                |                    |                    |                    |                    |
| ۲                                        | مدافع       | مراکش       | اشرف حکیمی                                | ۴۸          | ۹           | ۲۴+۱        | ۴           | ۴+۱         | ۱           | ۱              | ۰              | ۱۷                 | ۴                  |                    |                    |
| ۳                                        | مدافع       | فرانسه      | پرسنل کیمپمبه                             | ۵           | ۰           | ۰+۲         | ۰           | ۰+۲         | ۰           | ۰              | ۰              | ۰+۱                | ۰                  |                    |                    |
| ۵                                        | مدافع       | برزیل       | مارکینیوس                                 | ۴۲          | ۳           | ۱۹+۳        | ۲           | ۳           | ۱           | ۱              | ۰              | ۱۶                 | ۰                  |                    |                    |
| ۲۱                                       | مدافع       | فرانسه      | لوکاس هرناندز                             | ۲۵          | ۰           | ۱۰+۶        | ۰           | ۳+۱         | ۰           | ۰              | ۰              | ۱+۴                | ۰                  |                    |                    |
| ۲۵                                       | مدافع       | پرتغال      | نونو مندز                                 | ۴۶          | ۵           | ۱۹+۵        | ۱           | ۳+۲         | ۰           | ۱              | ۰              | ۱۶                 | ۴                  |                    |                    |
| ۳۴                                       | مدافع       | فرانسه      | نوهام کامارا                              | ۲           | ۰           | ۰+۲         | ۰           | ۰           | ۰           | ۰              | ۰              | ۰                  | ۰                  |                    |                    |
| ۳۵                                       | مدافع       | برزیل       | لوکاس برالدو                              | ۳۳          | ۱           | ۲۲+۳        | ۱           | ۳+۱         | ۰           | ۰              | ۰              | ۱+۳                | ۰                  |                    |                    |
| ۴۲                                       | مدافع       | فرانسه      | یورام زاگه                                | ۶           | ۰           | ۲+۲         | ۰           | ۲           | ۰           | ۰              | ۰              | ۰                  | ۰                  |                    |                    |
| ۴۸                                       | مدافع       | فرانسه      | اکسل تیپ                                  | ۳           | ۰           | ۲           | ۰           | ۱           | ۰           | ۰              | ۰              | ۰                  | ۰                  |                    |                    |
| ۵۱                                       | مدافع       | اکوادور     | ویلیام پاچو                               | ۵۲          | ۰           | ۲۳+۵        | ۰           | ۴+۲         | ۰           | ۱              | ۰              | ۱۷                 | ۰                  |                    |                    |
| هافبک‌ها                                  |             |             |                                           |             |             |             |             |             |             |                |                |                    |                    |                    |                    |
| ۸                                        | هافبک       | اسپانیا     | فابیان رویز                               | ۵۴          | ۵           | ۲۱+۹        | ۴           | ۵+۱         | ۰           | ۰+۱            | ۰              | ۱۴+۳               | ۱                  |                    |                    |
| ۱۴                                       | هافبک       | فرانسه      | دزیره دوئه                                | ۵۴          | ۱۵          | ۱۸+۱۳       | ۶           | ۶           | ۴           | ۱              | ۰              | ۸+۸                | ۵                  |                    |                    |
| ۱۷                                       | هافبک       | پرتغال      | ویتینیا                                   | ۵۲          | ۷           | ۲۰+۹        | ۵           | ۳+۲         | ۰           | ۱              | ۰              | ۱۶+۱               | ۲                  |                    |                    |
| ۱۹                                       | هافبک       | کره جنوبی   | لی کانگ این                               | ۴۵          | ۶           | ۱۹+۱۱       | ۶           | ۲+۱         | ۰           | ۱              | ۰              | ۴+۷                | ۰                  |                    |                    |
| ۲۴                                       | هافبک       | فرانسه      | سنی مایولو                                | ۲۹          | ۵           | ۸+۱۲        | ۲           | ۳+۱         | ۱           | ۰+۱            | ۰              | ۰+۴                | ۲                  |                    |                    |
| ۳۳                                       | هافبک       | فرانسه      | وارن زائیر-امری                           | ۴۸          | ۳           | ۲۳+۶        | ۱           | ۲+۳         | ۱           | ۱              | ۰              | ۶+۷                | ۱                  |                    |                    |
| ۸۷                                       | هافبک       | پرتغال      | ژوائو نوس                                 | ۵۲          | ۵           | ۲۲+۷        | ۳           | ۵           | ۱           | ۱              | ۰              | ۱۶+۱               | ۱                  |                    |                    |
| مهاجمان                                  |             |             |                                           |             |             |             |             |             |             |                |                |                    |                    |                    |                    |
| ۷                                        | مهاجم       | گرجستان     | خویچا کواراتسخلیا                         | ۲۵          | ۷           | ۱۱+۳        | ۴           | ۲           | ۰           | ۰              | ۰              | ۸+۱                | ۳                  |                    |                    |
| ۹                                        | مهاجم       | پرتغال      | گونسالو راموس                             | ۴۱          | ۱۸          | ۱۲+۱۰       | ۱۰          | ۳+۳         | ۵           | ۰+۱            | ۰              | ۱+۱۱               | ۳                  |                    |                    |
| ۱۰                                       | مهاجم       | فرانسه      | عثمان دمبله                               | ۴۹          | ۳۳          | ۲۰+۹        | ۲۱          | ۳+۱         | ۳           | ۱              | ۱              | ۱۳+۲               | ۸                  |                    |                    |
| ۲۹                                       | مهاجم       | فرانسه      | بردلی بارکولا                             | ۵۸          | ۲۱          | ۲۷+۷        | ۱۴          | ۳+۳         | ۴           | ۰+۱            | ۰              | ۱۴+۳               | ۳                  |                    |                    |
| ۴۹                                       | مهاجم       | فرانسه      | ابراهیم امبایه (بازیکن فوتبال، زاده ۲۰۰۸) | ۱۰          | ۱           | ۴+۵         | ۱           | ۰+۱         | ۰           | ۰              | ۰              | ۰                  | ۰                  |                    |                    |
| بازیکنانی که در طول فصل منتقل/قرض شده‌اند |             |             |                                           |             |             |             |             |             |             |                |                |                    |                    |                    |                    |
| ۲۳                                       | مهاجم       | فرانسه      | رندال کولو موانی                          | ۱۴          | ۲           | ۲+۸         | ۲           | ۰           | ۰           | ۰              | ۰              | ۰+۴                | ۰                  |                    |                    |
| ۳۷                                       | مدافع       | اسلواکی     | میلان اشکرینیار                           | ۵           | ۰           | ۴+۱         | ۰           | ۰           | ۰           | ۰              | ۰              | ۰                  | ۰                  |                    |                    |
| ۱۱                                       | مهاجم       | اسپانیا     | مارکو آسنسیو                              | ۱۶          | ۲           | ۸+۴         | ۲           | ۰           | ۰           | ۰              | ۰              | ۲+۲                | ۰                  |                    |                    |

آخرین به‌روز رسانی: ۳۱ مه ۲۰۲۵
منبع: مسابقات